# Heusweiler
Heusweiler is een gemeente in de Duitse deelstaat Saarland, en maakt deel uit van het Regionalverband Saarbrücken.
Heusweiler telt 18.015 inwoners.

## Afbeeldingen

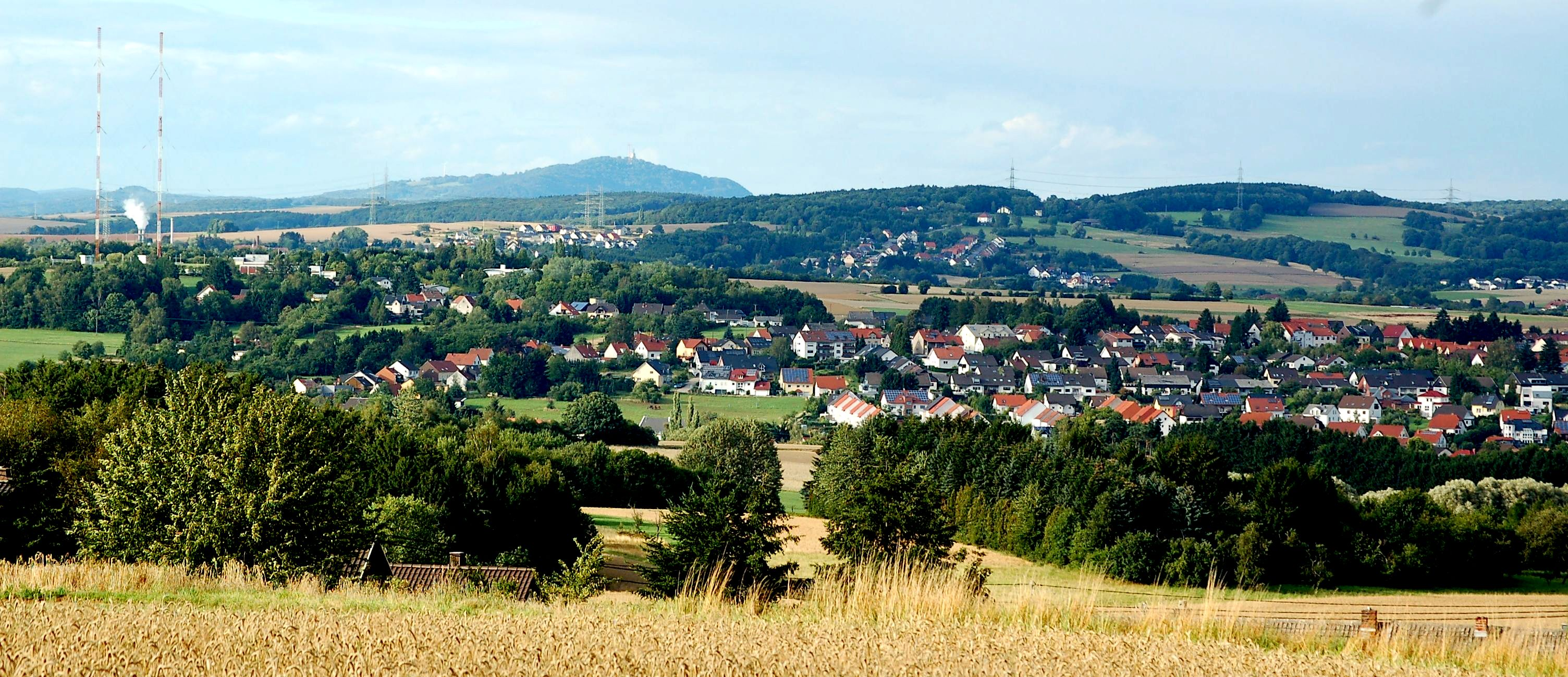
Gezicht op Heusweiler
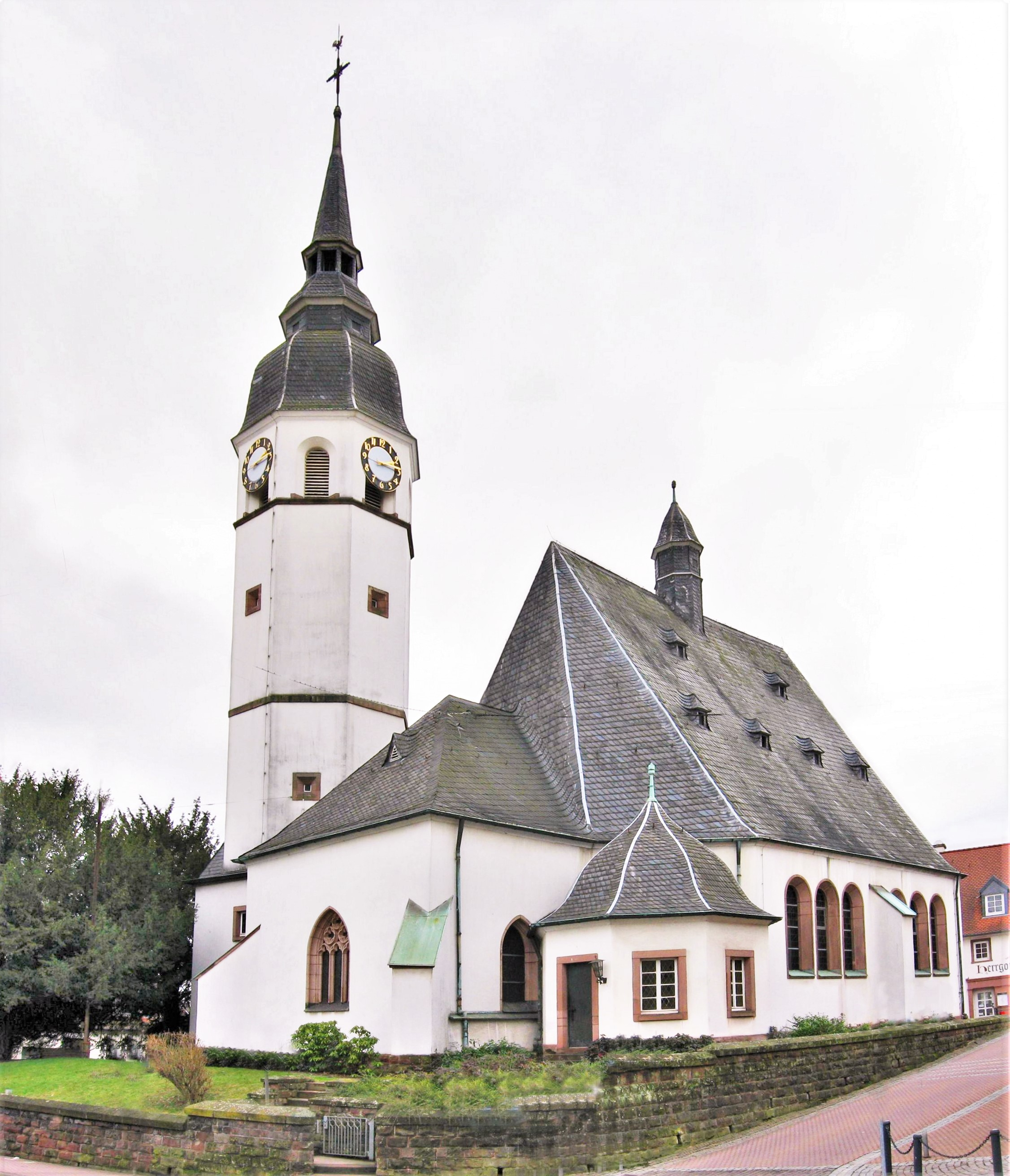
Evangelische kerk

Friedrichsthal ·
Großrosseln ·
Heusweiler ·
Kleinblittersdorf ·
Püttlingen ·
Quierschied ·
Riegelsberg ·
Saarbrücken ·
Sulzbach ·
Völklingen